# 1705
| 1705               |
| ------------------ |
| Dødsfald - Fødsler |
| • Begivenheder     |

| Gregoriansk kalender | 1705 MDCCV              |
| Ab urbe condita      | 2458                    |
| Armensk kalender     | 1154 ԹՎ ՌՃԾԴ            |
| Kinesiske kalender   | 4401 – 4402 甲申 – 乙酉 |
| Etiopisk kalender    | 1697 – 1698             |
| Jødisk kalender      | 5465 – 5466             |
| Hindukalendere       |                         |
| - Vikram Samvat      | 1760 – 1761             |
| - Shaka Samvat       | 1627 – 1628             |
| - Kali Yuga          | 4806 – 4807             |
| Iransk kalender      | 1083 – 1084             |
| Islamisk kalender    | 1117 – 1118             |

Konge i Danmark: Frederik 4. 1699-1730 – Danmark i krig: Den store nordiske krig 1700-1721
Se også 1705 (tal)

## Begivenheder
- Ole Rømer bliver borgmester i København
- Josef 1. (Tysk-romerske rige) bliver kejser af det Tysk-romerske rige

## Dødsfald
- 12. januar - Luca Giordano, italiensk maler (født 1634)
- 17. januar - John Ray, engelsk præst og naturvidenskabsmand (født 1627)
- 5. maj – Leopold 1., tysk-romersk kejser (født 1640)
- 12. juni (eller 13. - Titus Oates, engelsk konspirator (født 1649)